# 마이크 고메즈
마이크 고메즈(Mike Gomez, 1951년 3월 18일 ~ )는 미국의 배우, 연극 배우, 텔레비전 배우이다.
댈러스에서 태어났다.

## 영화
- 예스 맨 (2008년)
- 로커스트 (2005년)
- 언더 서스피션 (2000년)
- 메탈 (1999년)
- 댄스 위드 미 (1998년)
- 위대한 레보스키 (1998년)
- 스타 트렉 - 넥스트 제너레이션 TV 시리즈 (1987년)
- 패트리어트 수중 작전 (1986년)
- 승리의 전쟁 (1986년)
- 더 노스 (1983년)
- 후커와 로마노 (1982년)
- 더 보더 (1982년) - 마누엘 역
- 겟팅 웨이스티드 (1980년)